# Grotte de Peyort
La grotte de Peyort est une grotte ornée située dans le massif de l'Estélas sur la commune de Cazavet dans le département de l'Ariège, en France.
Elle a livré des vestiges archéologiques datant du Paléolithique supérieur.

## Localisation
Elle se trouve à l'extrémité ouest du département de l'Ariège, à environ 2 km à vol d'oiseau du département de Haute-Garonne à l'ouest et 2 km au sud-est du village de Prat-Bonrepaux (environ 10 km au nord-ouest de Saint-Girons, à 300 m environ en amont de la ferme du Peyrot.
Son entrée est à environ 3 m au-dessus du lit de la Gouarège,, qui coule vers le nord-ouest et rejoint à Prat-Bonrepaux la rive gauche du Salat, ce dernier un affluent en rive droite de la Garonne.
Ne pas confondre avec le gouffre de Peillot, qui se trouve à 900 m au sud-ouest sur le flanc Est de la montagne du Barrue.
Elle se situe dans le périmètre du parc naturel régional des Pyrénées ariégeoises.
Dans les environs
À proximité immédiate s'ouvre la grotte de Mongautin (sur la commune voisine Prat-Bonrepaux), elle aussi grotte ornée de gravures rupestres,.
D'autres sites préhistoriques, certains célèbres, se trouvent à relative proximité - dont la grotte de Marsoulas (10 km au nord, première grotte ornée paléolithique officiellement reconnue dans les Pyrénées), et les grottes du Volp (14 km à l'est, grottes ornées).

## Géologie
Elle fait partie d'un système karstique avec pertes et résurgence ("résurgence de Peyrot") relativement bien drainé vers l'aval et moins bien drainé sous le poljé de Cazavet (présence de réserves d'eau potable). Ce système jouxte celui de la grotte de Mongautin et participe des mêmes couches géologiques, dans les niveaux calcschisteux (calcaire schisteux ou calcaire en feuilles) de l'Albien inférieur.

## Histoire
Les gravures sont découvertes en 1931 par Norbert Casteret.

## Description
A. Lucante (1880) indique une entrée très étroite, s'ouvrant sur de belles salles avec de superbes stalactites ; l'abbé André Glory précise que l'entrée est si basse qu'il faut ramper pour y pénétrer. On se trouve alors dans une grande salle de 15 m de large qui s'étend du nord-ouest au sud-est.
Plusieurs sites internet, donnent une longueur de 280 m.

## Art
À 25 m au nord de l'entrée, sur un plafond bas et oblique, à 1,25 m du sol, en 1933 Norbert Casteret a découvert sur plusieurs mètres carrés des signes gravés entremêlés : étoiles, rouelles solaires, poisson,,. Noter que le poisson est, d'après Casteret, une espèce marine (voir dessin dans Casteret   1961, section 17) ; le poisson est souvent associé au soleil dans les mythes relatifs à son passage nocturne dans la mer. 
Casteret reproduit une très belle figure de renard stylisé. Les parois portent des taches rouges, fréquentes dans les grottes ornées ; mais ici ce sont des taches naturelles faites par des nodules ferreux. 
Les lignes gravées sont pour la plupart si confuses que Lucien Gratté (1985) en dit : « nous sommes longtemps demandé, devant la contemplation de certaines œuvres apparemment indéchiffrables… s’il y avait quelque chose à déchiffrer, en somme si, parfois, le fait de tracer n’était pas plus important que ce que l’on trace » (voir une photo et un dessin d'une partie des gravures dans Gratté   2015, p. 55).
Lantier signale une tête d'ours sur argile avec une oreille modelée en relief ; et des représentations de guerriers dont l'un tient une tête coupée, une imagerie apparentée avec celle rencontrée dans la grotte de Baldouin près de Saint-Rémy-de-Provence.
L'abbé Glory mentionne un cerf et son faon devant un archer, à côté d'un canidé et de la roue solaire vus déjà par Casteret ; ainsi que de grands zigzags datés de l'âge du fer, que l'on retrouve entre autres dans la grotte d'Ussat (Ariège), dans la grotte Baldouin (Bouches-du-Rhône), sur une plaque en schiste de Belladoyne près de Tynwald Hill, île de Man (Angleterre). Les lacis de gravures s'apparentent avec certains de ceux de la grotte du Grand-Père (Ussat-les-Bains, Ariège).

## Faune
Deux espèces de coléoptères (genre Aphaenops) y ont été découvertes par Dieck en 1868 à l'entrée de la grotte, le long des parois et surtout vers le fond près des flaques d'eau : Anophthalmus cerberus et Anophthalmus orpheus, ce dernier parasité par l'espèce Rhachomyces. Deux autres coléoptères y sont également trouvés, publiés en 1880 : Anophthalmus charon, Anophthalmus tiresias ; et deux arachnides : Leptoneta convexa et Scotolemon lespesi.
Jeannel y signale en 1938 le coléoptère (genre Aphaenops) Hydraphaenops ehlersi Ab.

## Protection
Dans les années 1970, la grotte est une propriété privée et le propriétaire interdit les visites.
Mais plus récemment, certains citent la grotte comme terrain spéléologique, (?)